# Isola Sacra

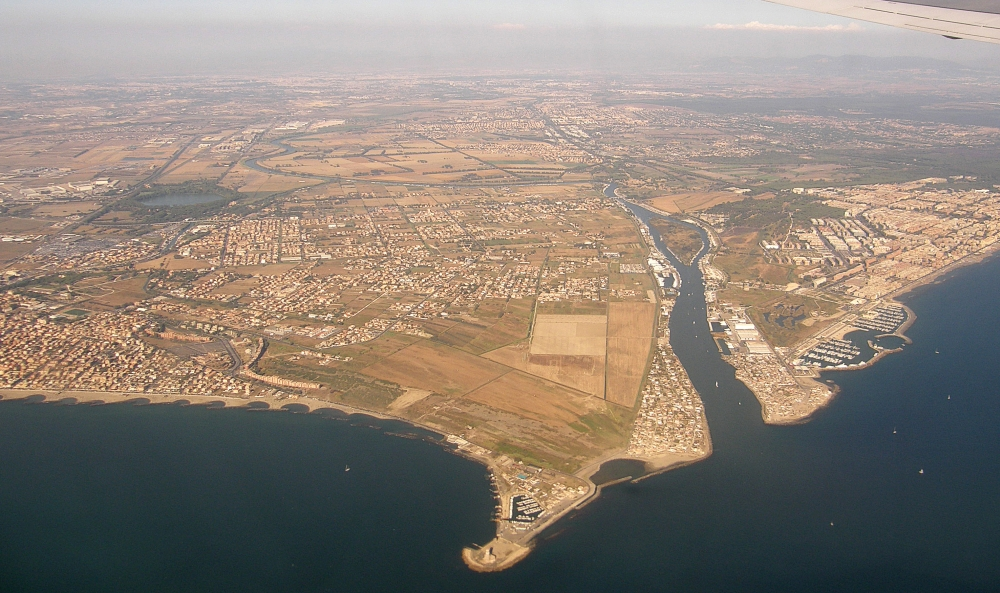
Links van de monding van de Tiber: Isola Sacra

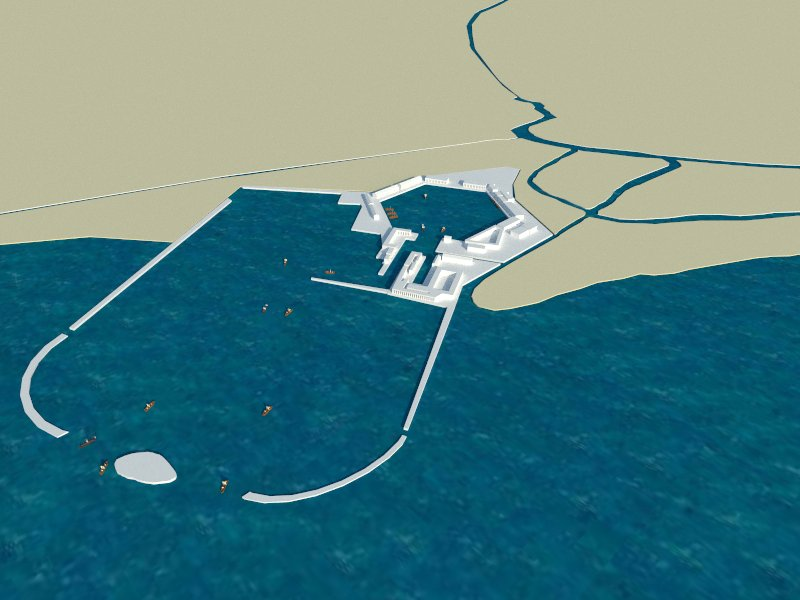
Romeinse haven Portus met links de Fossa Trajana en rechts de zuidelijke Tibermonding.

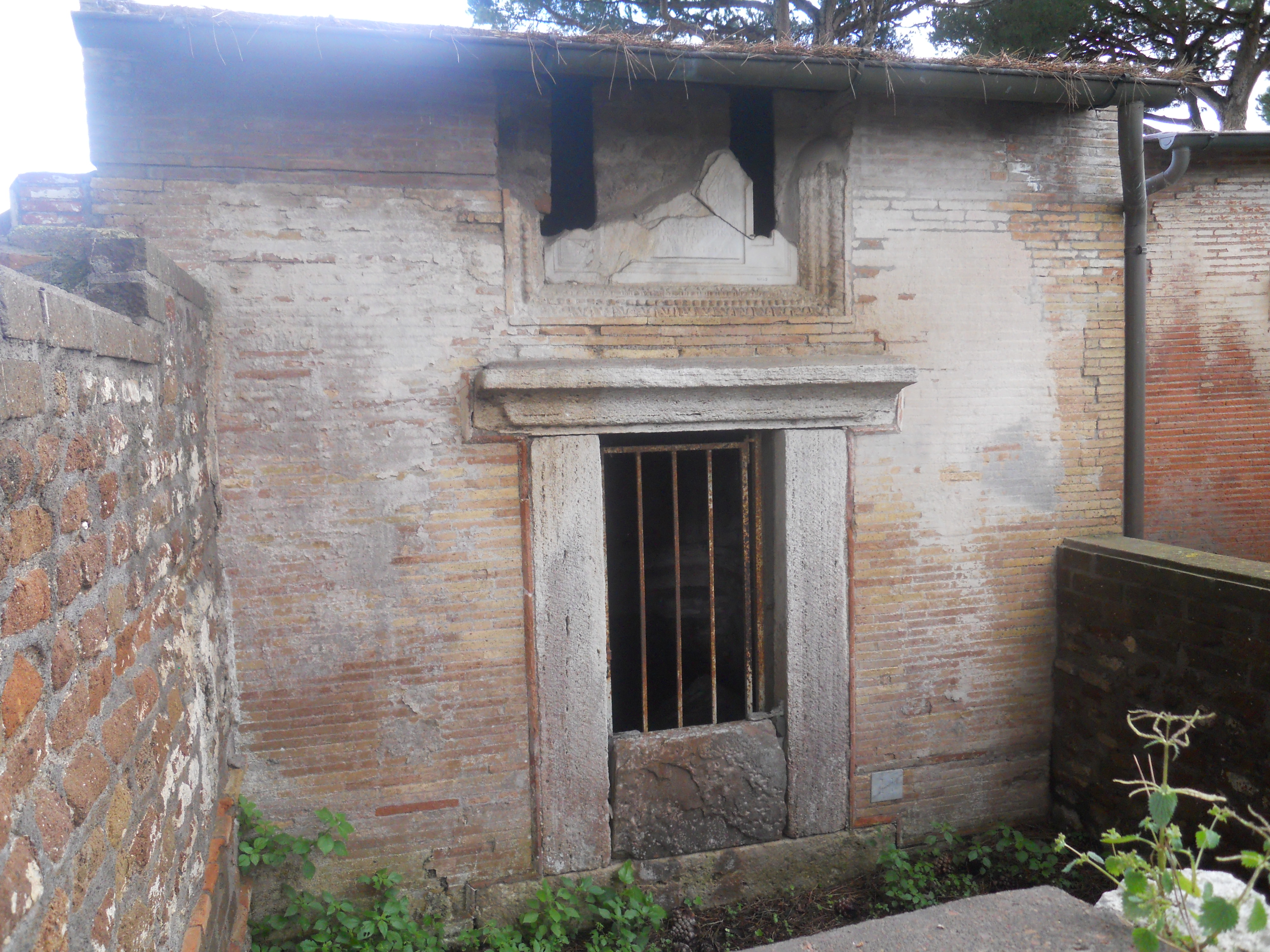
Necropoli di Porto

Isola Sacra is een Italiaans eiland aan de noorderoever van de monding van de zuidelijke Tiber in de Tyrreense zee. Het eiland is thans een frazione van de gemeente Fiumicino, die zelf deel uitmaakt van de Metropolitane stad Rome Hoofdstad. Het eiland beslaat een oppervlak van 12 km2.

## Romeins
In de Romeinse oudheid droeg het eiland de naam Isola Portus of Eiland van de haven (van Rome) of de Portus. Het eiland ontstond kunstmatig toen keizer Trajanus een kanaal liet graven van de Tiber naar de noordkant van de Portus; dit kanaal had de naam Fossa Trajana. De Fossa Trajana trok grotendeels de noordelijke arm van de Tiber recht. Ten tijde van keizer Trajanus besloeg het havencomplex rondom het zeshoekig aangelegde bassin zowat twee derde van het eiland.
Het eiland met de stad Portus werd al in de Romeinse oudheid een bisdom, het bisdom Porto. Het versmolt later met Santa Rufina om het suburbicair bisdom Porto-Santa Rufina van Rome te worden. 
Het eiland bevat een vijftal archeologische sites. De bekendste is de grote Romeinse begraafplaats, de Necropoli di Porto.

## Middeleeuws
In de middeleeuwen noemden monniken het eiland Isola Sacra of Heilig Eiland. Deze naam stond in relatie met de verering van de heilige Hippolytus van Rome. Er werd een versterkte burcht gebouwd. Deze burcht heet Episcopio di Porto of eenvoudiger Castello di Porto. De burcht staat boven op de rots genaamd de Rocca di Porto. De Fossa Trajana verzandde.